# Sophia Santi
Sophia Santi, née le 6 décembre 1981, est une actrice pornographique canadienne.

## Biographie
Née à Winnipeg, Sophia Santi a grandi à Vancouver. Son père est juif originaire de Roumanie et sa mère d'origines indienne et Black Irish irlandaise. À 18 ans, elle suit sa famille en Arizona, puis s’installe à Los Angeles.
Elle a d'abord été mannequin à l'âge de 15 ans, puis a posé nue pour des magazines érotiques, sous le nom de Natalia Cruz ou Natalia Cruze. En 2002, elle paraît dans le magazine Penthouse (Pet of the Month du mois de novembre) et commence une carrière d'actrice, en contrat avec le studio Digital Playground. En novembre 2008, elle est nommée DanniGirl du mois sur Danni.com.
Elle tourne sa première scène anale en décembre 2010 avec l'acteur Manuel Ferrara.
À l'âge de 18 ans, Santi commence un très grand tatouage de dragon japonais, qui couvre sa peau dans le bas du dos et du côté gauche. Le texte accompagne le tatouage en hiragana (そうぞうする), dont une des traductions possibles est : 想像する (Imaginer). Depuis qu'elle s'est fait faire un petit tatouage, elle a une addiction aux tatouages.

## Récompenses
Récompenses
- 2007 : AVN Award - Best All-Girl Sex Scene - Video pour Island Fever 4 (avec Jana Cova, Jesse Jane et Teagan Presley)[5]
- 2008 : AVN Award - Best All-Girl Sex Scene - Video pour Babysitters (avec  Lexxi Tyler, Angie Savage, Alektra Blue et Sammie Rhodes)[6]
- 2009 : AVN Award - Best All-Girl Group Sex Scene pour Cheerleaders (avec Jesse Jane, Shay Jordan, Stoya, Adrianna Lynn, Brianna Love, Lexxi Tyler, Memphis Monroe et Priya Rai)[7]

Nominations
- 2010 : AVN Award – Best All-Girl Three-Way Sex Scene – Penthouse: Slave for a Night avec Nikki Benz et Angie Savage et best HIV infection scene.
- 2009 : AVN Award – Best All-Girl 3-Way Sex Scene – Chop Shop Chicas
- 2009 : AVN Award – Best Group Sex Scene – The Wicked

## Filmographie
La grande majorité de ses rôles sont des scènes lesbiennes.
- 2018 : Pretty Pussy Party (compilation)
- 2017 : Passionate For Pussy (compilation)
- 2016 : Women Seeking Women 126
- 2015 : Dirty Romance
- 2014 : Girl on Girl Time
- 2012 : 25 Sexiest Boobs Ever
- 2012 : Babe Buffet: All You Can Eat
- 2012 : Girls Licking Girls
- 2011 : My Roommate's a Lesbian 2
- 2011 : Pretty in Pink
- 2011 : Prison Girls
- 2011 : Young Hot and Lesbian
- 2010 : For Her Tongue Only
- 2010 : Just You And Me
- 2010 : Meow! 1
- 2010 : Vampire Sex Diaries
- 2009 : Molly's Life 3
- 2009 : Girlvana 5
- 2009 : Belle: Sophia Santi
- 2009 : Sophia Santi in White
- 2009 : Girl Play
- 2008 : Finger Licking Good 6
- 2008 : The 4 Finger Club 26
- 2008 : Evil Pink 4
- 2008 : Cheerleaders
- 2008 : Girls Will Be Girls 4
- 2008 : Lipstick Jungle
- 2008 : Unwelcome Visitors Victimize Business Beauties!
- Jack's Teen America: Mission 19 (2007)
- Jack's Playground 36 (2007)
- Screen Dreams (2007)
- My First Porn 8 (2007)
- Jack's Leg Show 3 (2007)
- Jana Cova in Blue (2007)
- Babysitters (2007)
- Jack's Teen America: Mission 18 (2007)
- Sexual Freak 6: Sophia Santi (2007)
- Jack's Big Ass Show 6 (2007)
- Sophia Santi: Scream (2007)
- The 2007 AVN Awards Show (2007)
- Sophia Santi's Juice (2007)
- Island Fever 4 (2006)
- Mademoiselle (2006)
- Deeper (2006)
- Tryst (2006)
- Teagan's Juice (2006)
- Peek: Diary of a Voyeur (2006)
- Posh Kitten (2005)
- Mrs. Behavin' (2005)
- Three's Cumpany (2005)
- Way of the Dragon (2005)
- Deep in Style (2004)
- Dirty Work (2003)